# Oakland-Alameda County Coliseum
El Oakland-Alameda County Coliseum, también conocido simplemente como Oakland Coliseum, es un recinto deportivo ubicado en Oakland, California, Estados Unidos. Alberga los partidos que disputan como locales los Oakland Roots de la USL Championship.

## Historia
El RingCentral Coliseum (Coliseo del RingCentral en español), se inició a construir en el año de 1962, ya que la ciudad buscaba una identidad propia que estuviera separada de su ciudad vecina San Francisco. En noviembre de 1960 se dio a conocer el primer proyecto y en diciembre de ese mismo año, el estadio iba a ser sede de los Oakland Raiders que se trasladaron a un campo provisional cerca del centro de Oakland. También se planificó que sirviera como campo de béisbol debido al anuncio de una expansión de las Grandes Ligas de Béisbol hacia Oakland.
En 1965 se rumoreó que el equipo de los Indios de Cleveland de béisbol se trasladaría a la ciudad, sin embargo esto no sucedió. En el año de 1968 el presidente de los Atléticos de Kansas City de béisbol decidió transferir al equipo a la ciudad de Oakland, naciendo así la franquicia de los Atléticos de Oakland.
El primer juego de los Oakland Raiders fue el 18 de septiembre de 1966 y el primero de los Atléticos de Oakland fue el 17 de abril de 1968. Los Raiders dejaron la ciudad luego de la temporada 1981, y retornaron al Oakland Coliseum para la temporada 1995.
En 2008 y 2009, los San Jose Earthquakes de la Major League Soccer jugaron algunos partidos de local en el Oakland Coliseum.

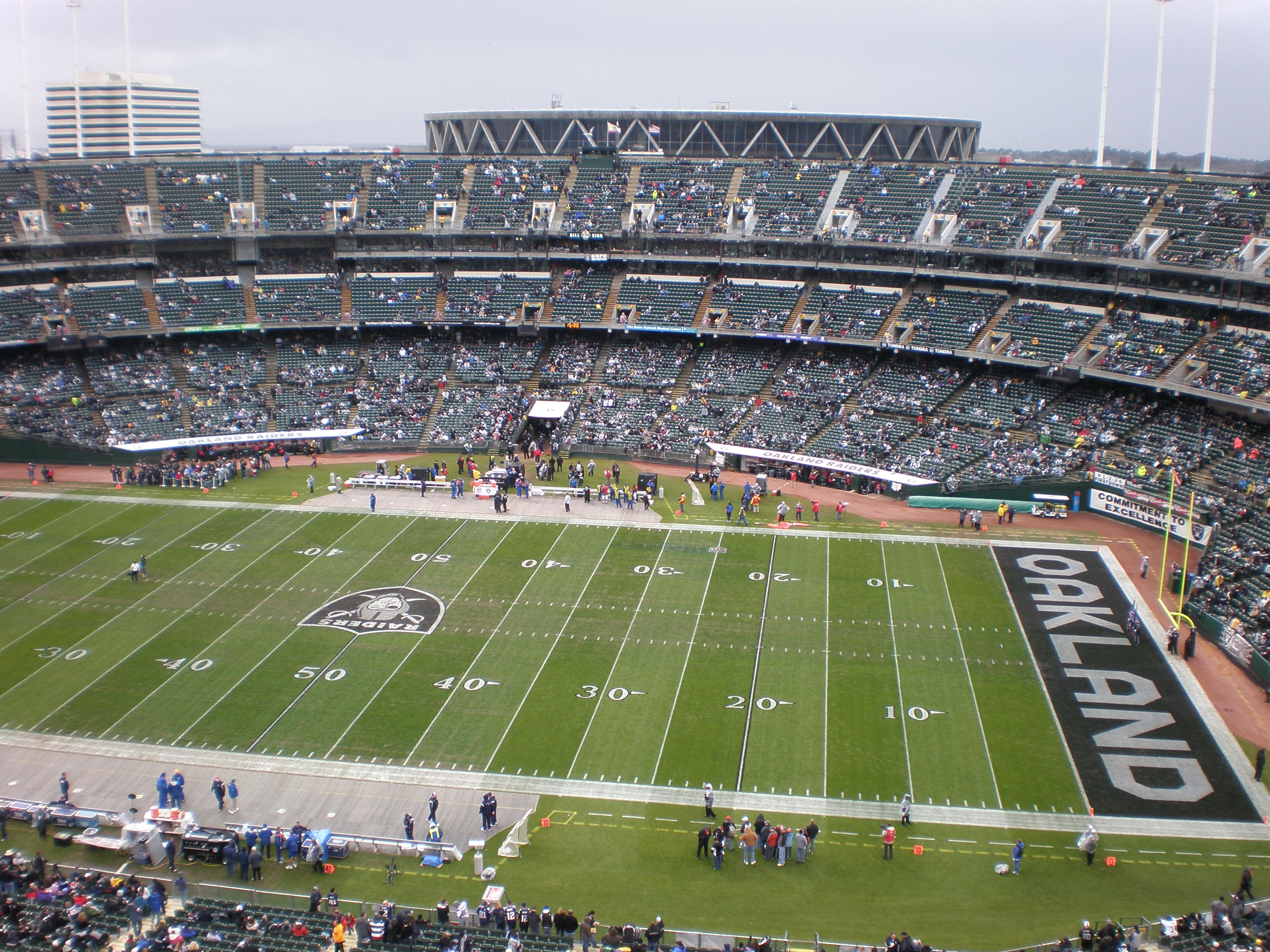
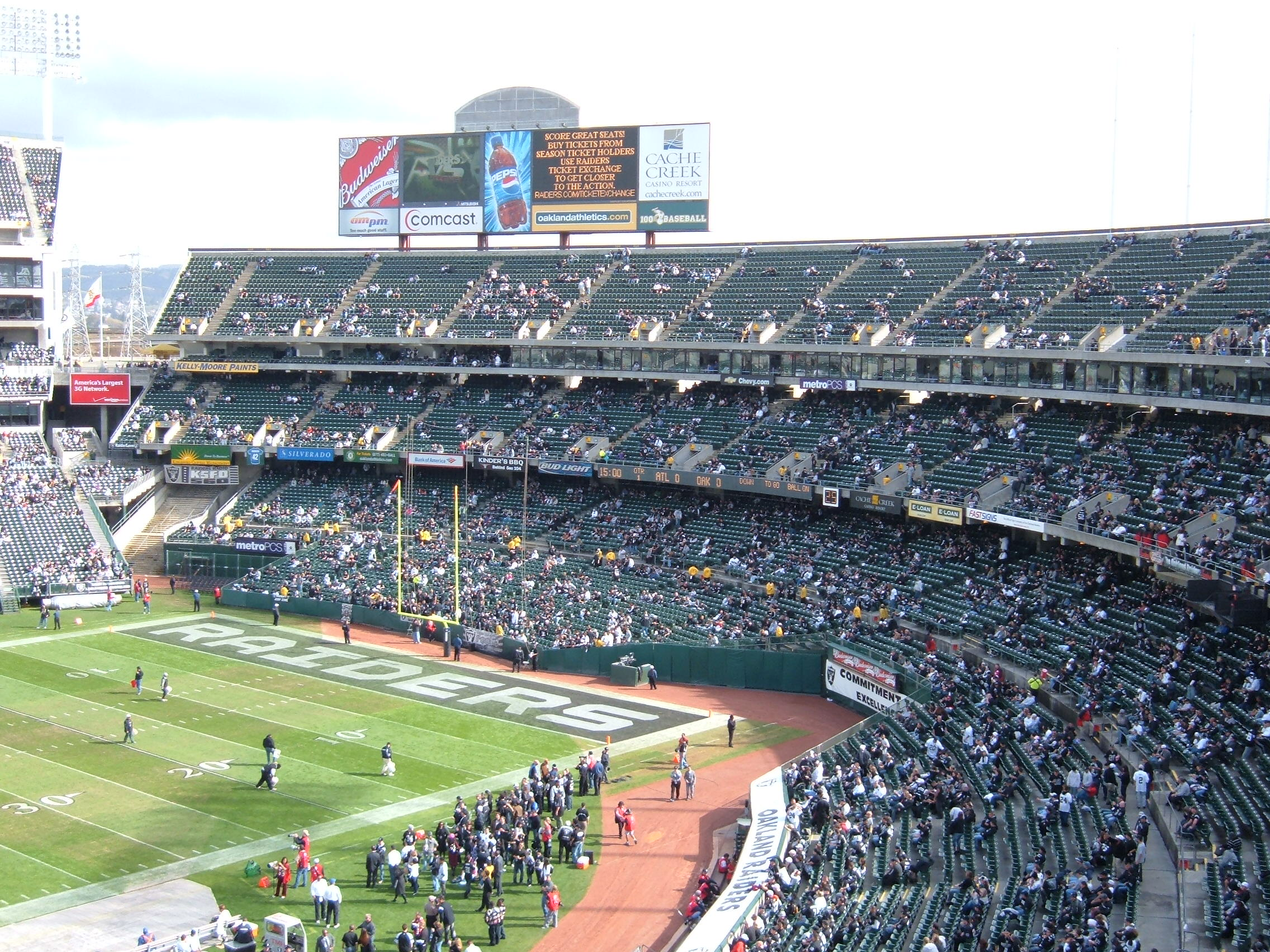